# Gare de Saincaize
La gare de Saincaize est une gare ferroviaire française des lignes de Moret - Veneux-les-Sablons à Lyon-Perrache et de Vierzon à Saincaize, située sur le territoire de la commune de Saincaize-Meauce dans le département de la Nièvre en région Bourgogne-Franche-Comté.
C'est une halte voyageurs de la Société nationale des chemins de fer français (SNCF), desservie par des trains TER Bourgogne-Franche-Comté.

## Situation ferroviaire
Établie à 182 mètres d'altitude, la gare de Saincaize est située au point kilométrique (PK) 263,602 de la ligne de Moret - Veneux-les-Sablons à Lyon-Perrache, entre les gares ouvertes de Nevers et de Saint-Pierre-le-Moûtier (s'intercale la gare fermée de Mars).
Gare de bifurcation, elle est également située au PK 291,849 de la ligne de Vierzon à Saincaize, après la gare ouverte de La Guerche-sur-l'Aubois (s'intercale la gare fermée et détruite du Guétin). Avant 1967, elle disposait d'un embranchement qui rejoignait la gare de Gimouille au port de Gimouille sur le canal latéral à la Loire.

## Histoire
La gare de Saincaize est mise en service le 21 septembre 1861 par la Compagnie du chemin de fer de Paris à Orléans.
Son statut de gare de bifurcation lui a valu la construction d'un très vaste bâtiment voyageurs.
Avant 1968, les voies venant de Nevers passaient dans le tunnel de Sampanges. Établi à l'altitude moyenne de 182 m sur la commune de Gimouille, le tunnel de Sampanges, qui présentait des faiblesses dans sa construction, a été abandonné en 1967 au profit d'une tranchée établie au nord-ouest de l'ancien tracé.
Saincaize était autrefois desservie par les trains Intercités de la ligne de Nantes à Lyon. Ces trains font désormais un crochet par la gare de Nevers, où ils effectuent un rebroussement, et ne desservent plus Saincaize. Le raccordement entre la ligne Vierzon – Saincaize et la partie sud de la ligne de Moret à Lyon n'est plus utilisé par aucune circulation commerciale de voyageurs.

## Fréquentation
De 2015 à 2022, selon les estimations de la SNCF, la fréquentation annuelle de la gare s'élève aux nombres indiqués dans le tableau ci-dessous.
| Année     | 2015  | 2016  | 2017  | 2018 | 2019 | 2020  | 2021  | 2022  |
| --------- | ----- | ----- | ----- | ---- | ---- | ----- | ----- | ----- |
| Voyageurs | 2 798 | 2 364 | 1 823 | 909  | 519  | 1 543 | 1 083 | 2 865 |

## Service des voyageurs

### Accueil
Halte SNCF, c'est un point d'arrêt non géré (PANG) équipé d'un distributeur de titres de transport TER. Elle dispose de deux quais avec abris.

### Desserte
Saincaize est desservie par des trains TER Bourgogne-Franche-Comté, circulant sur les lignes no 07 entre Nevers, Moulins, Paray-le-Monial et Lyon, et no 09 entre Nevers, Moulins et Clermont-Ferrand. Habituellement, les trains Intercités de la relation Paris – Clermont-Ferrand ne marquent pas l'arrêt dans cette gare. En revanche, en cas de déviation par Vierzon et Bourges, c'est en gare de Saincaize que ces trains marquent l'arrêt afin que les voyageurs puissent prendre une correspondance pour rejoindre la gare de Nevers.

Installations et desserte
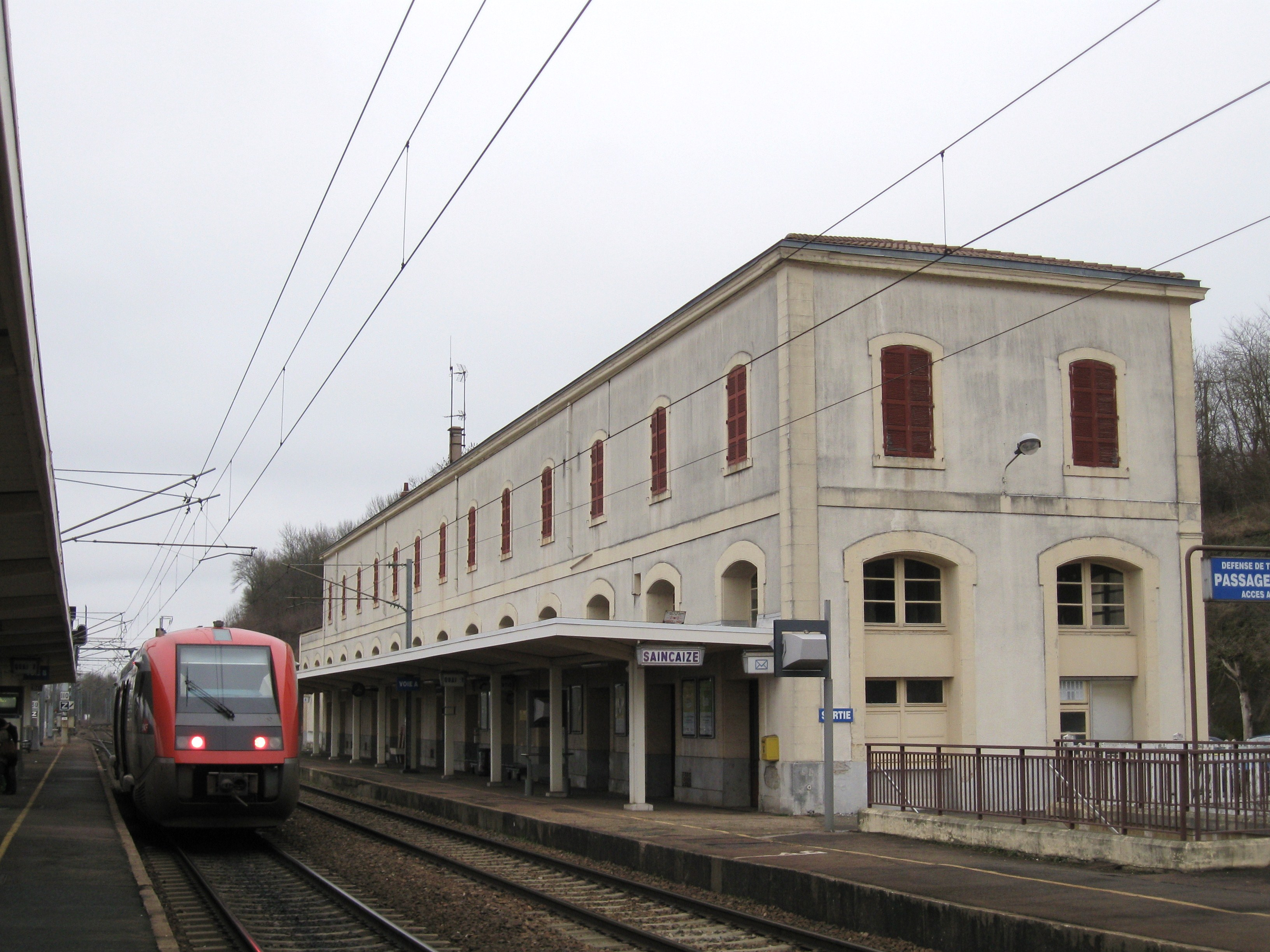
Bâtiment voyageurs…
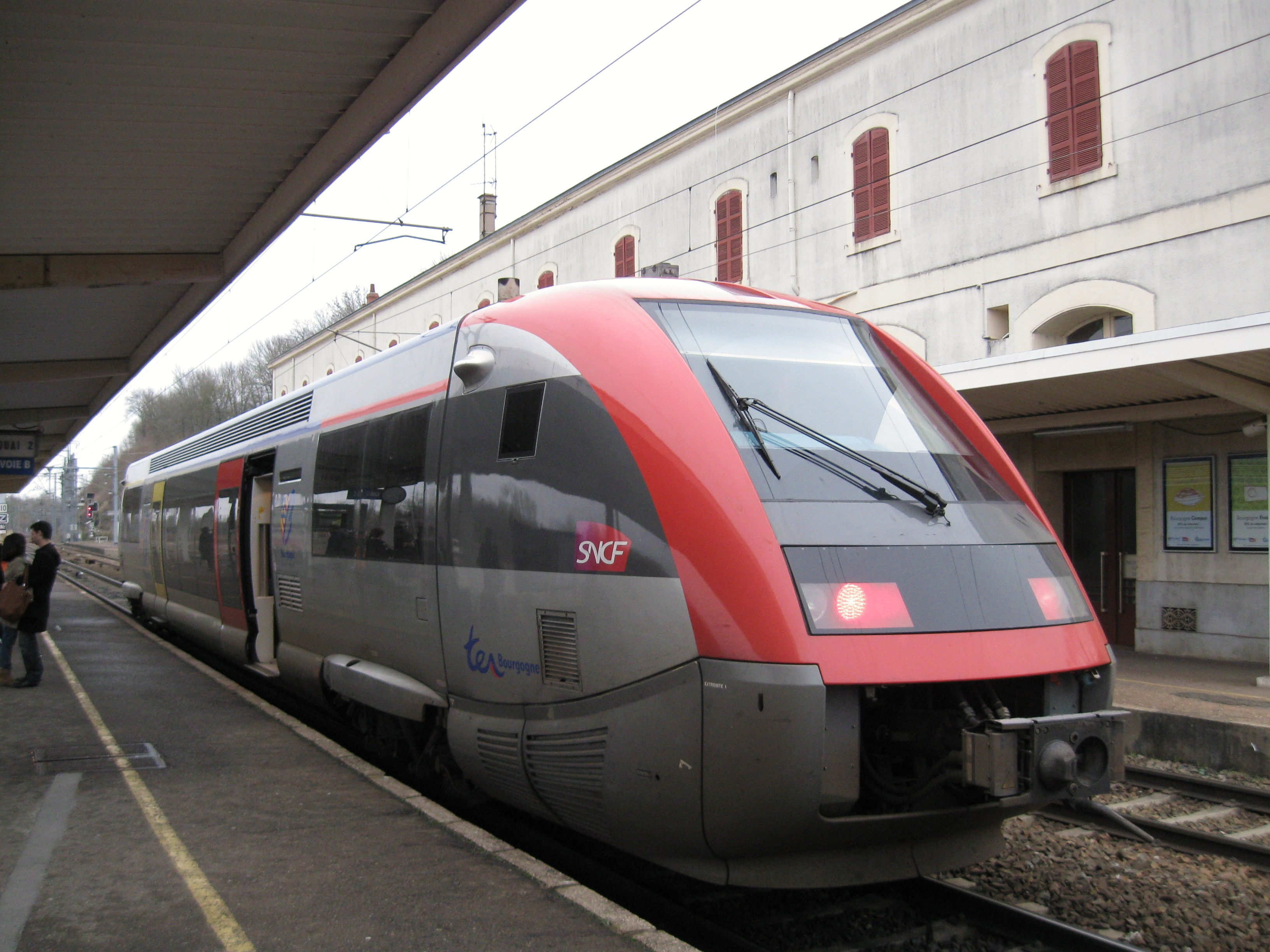
…et autorail X 73500.

### Intermodalité
Le stationnement des véhicules est possible à proximité.